# Demonax viridinotatus
Demonax viridinotatus är en skalbaggsart som beskrevs av Dauber 2006. Demonax viridinotatus ingår i släktet Demonax och familjen långhorningar. Inga underarter finns listade i Catalogue of Life.